# Ходжаев, Шухрат Хуршидович
Шухрат Хуршидович Ходжаев (род. 11 июля 1969) — советский и узбекистанский самбист, победитель чемпионата Азии 1999 года, чемпион (1996), серебряный (1993, 1999) и бронзовый (2000) призёр чемпионатов мира, Заслуженный мастер спорта Узбекистана. Выступал во второй средней весовой категории (до 90 кг). Выпускник Бухарского технологического института пищевой и лёгкой промышленности 1994 года.